# Marian Coman
Marian Coman (n. 21 mai 1977, Mangalia) este un prozator, editor, jurnalist și scenarist de benzi desenate român. Este laureatul mai multor premii naționale dedicate literaturii F&SF și al unui premiu al Convenției Europene de Science-Fiction. A scris volumele Nopți albe, zile negre, Testamentul de ciocolată, Teoria flegmei. Apel la mitocănie, Fingers and other fantastic stories, Haiganu. Fluviul Șoaptelor, Haiganu. Furia Oarbă, Omulețul din perete și alte povestiri fantastice, Ultima carte, iar textele sale au fost incluse în numeroase antologii. A fost scenaristul revistelor de benzi desenate Harap Alb continuă (HAC!) și Tinerețe fără bătrânețe (TFB). A fost redactor-șef al cotidianului Obiectiv - Vocea Brăilei și al revistei Nautilus, publicație electronică de science-fiction, fantasy și horror a editurii Nemira. În prezent, este editor-coordonator al Armada, imprint dedicat literaturii SF, Fantasy și Thriller al Grupului editorial Nemira. 

## Studii
Este absolvent al Facultății de Psihologie și asistență socială din cadrul Universității Petre Andrei, Iași și al Facultății de Litere din cadrul Universității „Dunărea de Jos” Galați.

### Activitate publicistică
Marian Coman a lucrat în presa locală, fiind redactor-șef al cotidianului Obiectiv - Vocea Brăilei. A mai publicat editoriale, reportaje, anchete, analize, interviuri și caricaturi în Opinia studențească, Evenimentul, 24 ore, Libertatea, Brăileanul, Monitorul de Brăila, Aspirina săracului, Curentul, Monitorul de Galați, Reperul etc.

### Activitate literară
Debutează literar la vârsta de 17 ani, când publică prima sa povestire (apare în nr. 64 al Supernova, supliment al ziarului Evenimentul din Iași, în 25 ianuarie 1995).
Ulterior publică proză scurtă în antologiile Romania SF 2001 (Ed. ProLogos, 2001), Quasar 001 (Ed. MediaTech, 2001), Noesis (Societatea Culturală Noesis, 2002), Liternet (Ed. Liternet 2002), Alte lumi, alte legende (Ed. MediaTech, 2002), AtelierKult: povestiri fantastice (Ed. Millennium Press, 2005), Transformarea lui Martin Lake și alte povestiri (Ed. Tritonic, 2006),  Millennium Est (Ed. Millennium Press, 2007), Poezie și proză la Dunărea de Jos (Ed. Ex Libris, 2008), Millennium Fantasy & Science Fiction (Ed. Millennium Press, 2009), Dansînd pe Marte și alte povestiri fantastice (Ed. Millennium Press, 2009), Alertă de grad zero în proza scurtă românească actuală (Ed. Herg Benet, 2011), Cele 1001 de scorneli ale Moșului SF (Ed. Millennium Books, 2012), Dincolo de orizont (Ed. Millennium Press, 2015), Antologia Helion 3 (Ed. Eurostampa, 2016), Antologia prozei românești Science-Fiction (Ed. Paralela 45, 2018), Izolare (Ed. Nemira, 2020), PEN România la centenar. Fotografie de război (Ed. Casa de pariuri literare, 2022).
A debutat editorial în anul 2005, cu volumul de proza fantastică Nopți albe, zile negre. Până în 2019 a mai publicat încă șase volume individuale și a semnat scenariul romanului grafic TFB.
Povestirea The Small White (traducere de Sebastian Simion) a fost publicată în numărul 116 (ianuarie, 2019) al revistei americane Apex Magazine.
Este membru PEN Club România și SFWA.

## Volume publicate
- Nopți albe, zile negre[3], Editura Tritonic  (proză scurtă, 2005)
- Testamentul de ciocolată[4], Editura Tritonic (proză scurtă, 2007)
- Teoria flegmei. Apel la mitocănie[5], Editura Tritonic (publicistică, 2008)
- Fingers and other fantastic stories, e-book (proză scurtă, 2011)
- Haiganu. Fluviul Șoaptelor, Editura HAC!BD (roman, 2015)
- TFB, Editura HAC!BD (roman grafic, 2016)
- Haiganu. Furia Oarbă, Editura HAC!BD (roman, 2017)
- Omulețul din perete și alte povestiri fantastice, Editura Nemira (proză scurtă, 2019; 2023, ed. a II‑a, revizuită și adăugită)
- Ultima carte, Editura Nemira (roman, 2024)

## Premii
- Premiul de încurajare, decernat la Convenția Societății Europene de Science Fiction – EUROCON 2006 (Kiev, Ucraina, 2006)[6]
- Premiul Kult pentru volum individual, pentru volumul Nopți albe, zile negre (2006)
- Premiul Kult pentru calitate literară de excepție (2007)
- Nominalizat la SF&F Translation Awards (2012)
- Premiul pentru Cel mai bun scenarist de benzi desenate (2017) decernat de Asociația Bedefililor din România
- Premiul Vladimir Colin (2021) pentru Cel mai bun volum Dark Fantasy/ New Weird/ Gothic/ Horror, pentru volumul Omulețul din perete și alte povestiri fantastice